# Norman Gimbel
Norman Gimbel (Brooklyn, Nova Iorque, 16 de novembro de 1927 — Montecito, Califórnia, 19 de dezembro de 2018) foi um letrista norte-americano de música popular, temas de filme e televisão, cuja carreira inclui títulos como "Sway", "Canadian Sunset", "Summer Samba", "The Girl from Ipanema", "Killing Me Softly with His Song", "Meditation" ("I Will Wait for You"), junto com um Oscar de melhor canção original por "It Goes Like It Goes" - do filme Norma Rae.

## Carreira
Frequentou Baruch College e na Universidade Columbia. Seu primeiro trabalho no ramo musical foi para a editora de música David Blum e seu primeiro sucesso foi "Ricochet Romance", em 1953. Mais tarde, tornou-se um compositor contratado para a editora Edwin H. Morris, onde teve grande sucesso em 1956 com "Canadian Sunset", (com Eddie Heywood). Em 1963, Gimbel foi introduzido por editora Lou Levy a um grupo de compositores brasileiros de bossa nova, incluindo Tom Jobim, Luiz Bonfá, Carlos Lyra e Baden Powell. A versão em inglês da música "The Girl From Ipanema", do original "Garota de Ipanema", composta pelos músicos Vinicius de Moraes e Tom Jobim, ganhou o Grammy Award para a gravação do ano. No outono de 1967, mudou-se para Hollywood, onde ele se tornou muito ativo no cinema e na televisão. Entre os compositores, trabalhou com Lalo Schifrin, Elmer Bernstein, Bill Conti, Maurice Jarre, Peter Matz, Pat Williams, Michel Colombier, Fred Karlin, Charles Fox (com quem ele recebeu duas indicações ao Prêmios da Academia), Ramblin' Jack Elliott, Quincy Jones, Burt Bacharach, Jean Thielemans, Eddy Marnay, Gilbert Bécaud e com sua filha Nelly Gimbel.
Ele foi introduzido no Songwriters Hall of Fame em 1984.
Ele fez versões para inglês de música brasileira, tais como, "Meditação" em "Meditation", "Insensatez" em "How Insensitive", "Água de Beber" em "Drinking Water", "Sabiá" em "Song of Sabia" e "Garota de Ipanema" em "The Girl From Ipanema".
Gimbel faleceu em sua casa em Montecito, Califórnia, em 19 de dezembro de 2018.